# Jazz Journal
Jazz Journal (bis April 1979 Jazz Journal, dann für mehrere Jahrzehnte Jazz Journal International) ist ein monatlich erscheinendes britisches Jazz-Magazin, das seit 1948 erscheint und damit eine der ältesten heute noch erscheinenden Jazzzeitschriften überhaupt ist. Sitz ist in Loughton in Essex (der Verlag Jazz Journal Limited). Ein Schwerpunkt ist Mainstream Jazz. Seit 2009 ist die Zeitschrift mit Jazz Review vereinigt.
Gegründet wurde es Mai 1948 von Sinclair Traill (gestorben 1981), der zuvor von 1946 bis 1948 Mitherausgeber des Magazins „Pick Up: The Record Collectors Guide“ war. 1960 übernahm Decca Records Anteile, die sie 1970 an den Verlag Novello Publishing verkauften, der sie wiederum 1977 an Billboard UK weitergab und die schließlich vom Verlag Pitmans übernommen wurden. Von diesem übernahm 1982 der Ex-Pitman Manager (und in den 1950er Jahren selbst Jazzmusiker an Klarinette und Saxophon) Eddie Cook (1928–2016) die Zeitung als Teil seiner Abfindung, als Pitman sich aus dem Verlagsgeschäft zurückzog. Er war seitdem der Herausgeber. 
Anfangs hatte die Zeitschrift ihre Redaktionsräume über dem Londoner Jazzclub The Canteen.
2009 stellte die Zeitschrift kurzzeitig (letzte Ausgabe Februar 2009) die Veröffentlichung ein. Anlass war nach Angaben des Herausgebers Eddie Cook der Tod seiner Frau. Die Zeitschrift wurde dann aber von einem anderen Verlag übernommen und mit Jazz Review vereinigt und erschien unter gleichem Namen Jazz Journal International weiter. Jazz Review war 1998 vom bekannten Jazzautor Richard Cook und Roger Spence von der Künstleragentur Direct Music gegründet worden. Nach dem Tod von Cook 2007 war es ein halbes Jahr ohne Chefredakteur, dann übernahm 2008 Brian Morton kurze Zeit die Herausgeberschaft und seit April 2009 der vorherige Mitherausgeber Mark Gilbert. Direct Music ist nicht mehr involviert.